# Laura Ester
Laura Ester Ramos (Barcelona, 22 de enero de 1990) es una exwaterpolista española que jugaba como guardameta.
Elegida mejor jugadora europea de 2017 y 2019 por la LEN, es campeona del mundo en 2013, tricampeona de Europa (2014, 2020 y 2022), subcampeona olímpica en 2012 y 2020 y campeona olímpica en los Juegos Olímpicos de París 2024.

## Biografía
Su madre nació en Peñaparda (Salamanca), donde ella pasaba los veranos desde pequeña. De hecho, tras ganar el Campeonato Mundial de Barcelona 2013, el ayuntamiento de Peñaparda puso su nombre al complejo acuático municipal, pasándose a llamar “Piscinas Municipales Laura Ester Ramos”.

## Trayectoria
Formada en las categorías inferiores del CE Mediterrani en la temporada 2009/10 consigue el título de liga de División de Honor con este club. Ese mismo año ficha por el CN Sabadell equipo con el que ha logrado 57 títulos. 
Con la selección española se ha proclamado campeona del mundo en Barcelona 2013 siendo nombrada mejor guardameta del torneo e incluida en el equipo ideal del campeonato. Es Subcampeona olímpica en 2012 y 2020, y campeona olímpica en los Juegos Olímpicos de París 2024. Asimismo, es campeona de Europa en Budapest 2014, Budapest 2020 y Split 2022. Consiguió la medalla de plata en el Mundial de Budapest 2017, plata en el Europeo de Málaga 2008 y bronce en Barcelona 2018.

## Palmarés

### Selección española absoluta
- Medalla de plata en el Campeonato Europeo de Málaga 2008.
- 8.ª clasificada en el Campeonato Mundial de Roma 2009.
- 6.ª clasificada en el Campeonato Europeo de Zagreb 2010.
- 11.ª clasificada en el Campeonato Mundial de Shanghái 2011.
- 5.ª clasificada en el Campeonato Europeo de Eindhoven 2012.
- Medalla de plata en los Juegos Olímpicos de Londres 2012.
- Medalla de oro en el Campeonato Mundial de Barcelona 2013.
- Medalla de oro en el Campeonato Europeo de Budapest 2014.
- 7.ª clasificada en el Campeonato Mundial de Kazán 2015.
- 4.ª clasificada en el Campeonato Europeo de Belgrado 2016.
- Medalla de plata en el Campeonato Mundial de Budapest 2017.
- Medalla de oro en los Juegos Mediterráneos de Tarragona 2018.
- Medalla de bronce en el Campeonato Europeo de Barcelona 2018.
- Medalla de plata en el Campeonato Mundial de Gwangju 2019.
- Medalla de oro en el Campeonato Europeo de Budapest 2020.
- Medalla de plata en los Juegos Olímpicos de Tokio 2020.
- Medalla de oro en el Campeonato Europeo de Split 2022.
- Medalla de oro en la Liga Mundial de Waterpolo de Santa Cruz de Tenerife 2022.
- Medalla de plata en el Campeonato Mundial de Fukuoka 2023.
- Medalla de bronce en la Copa Mundial de Waterpolo de Long Beach 2023.
- Medalla de plata en el Campeonato Europeo de Eindhoven 2024.
- Medalla de bronce en el Campeonato Mundial de Doha 2024.
- Medalla de oro en los Juegos Olímpicos de París 2024.

### Palmarés olímpico
| Juegos Olímpicos | Juegos Olímpicos      | Juegos Olímpicos | Juegos Olímpicos |
| Año              | Lugar                 | Medalla          |                  |
| ---------------- | --------------------- | ---------------- | ---------------- |
| 2012             | Londres ( Inglaterra) | Medalla de plata |                  |
| 2021             | Tokio ( Japón)        | Medalla de plata |                  |
| 2024             | Paris ( Francia)      | Medalla de oro   |                  |

### Selección española junior
- 6.ª clasificada en el  Campeonato Mundial Júnior de Oporto 2007.
- Medalla de bronce en el Campeonato Europeo Juvenil de Chania 2007.

### Clubes

#### Competiciones nacionales
- División de Honor (13): 2010, 2011, 2012, 2013, 2014, 2015, 2016, 2017, 2018, 2019, 2021, 2022 y 2023.[15]
- Copa de la Reina (11): 2011, 2012, 2013, 2014, 2015, 2017, 2018, 2019, 2020, 2021 y 2023.[16]
- Supercopa de España (11): 2010, 2011, 2012, 2013, 2014, 2015, 2016, 2017, 2018, 2020 y 2023.[17]

#### Competiciones internacionales
- Copa de Europa (7): 2011,[18] 2013,[19] 2014,[20] 2016,[21] 2019,[22] 2023 y 2024.
- Supercopa de Europa (4): 2013,[23] 2014,[24] 2016[25] y 2023.

#### Otras competiciones
- Copa de Cataluña (12): 2010, 2011, 2012, 2013, 2014, 2015, 2016, 2017, 2018, 2019, 2020 y 2022.

### Premios Individuales
- Mejor guardameta del Mundial 2013, Mundial 2017 y Mundial 2019 (FINA).
- Mejor jugadora de Europa: 2017 y 2019 (LEN).

## Distinciones
| Distinción                                          | Año  |
| --------------------------------------------------- | ---- |
| Medalla de Bronce - Real Orden del Mérito Deportivo | 2013 |
| Medalla de Plata - Real Orden del Mérito Deportivo  | 2014 |